# Victor Hutinel

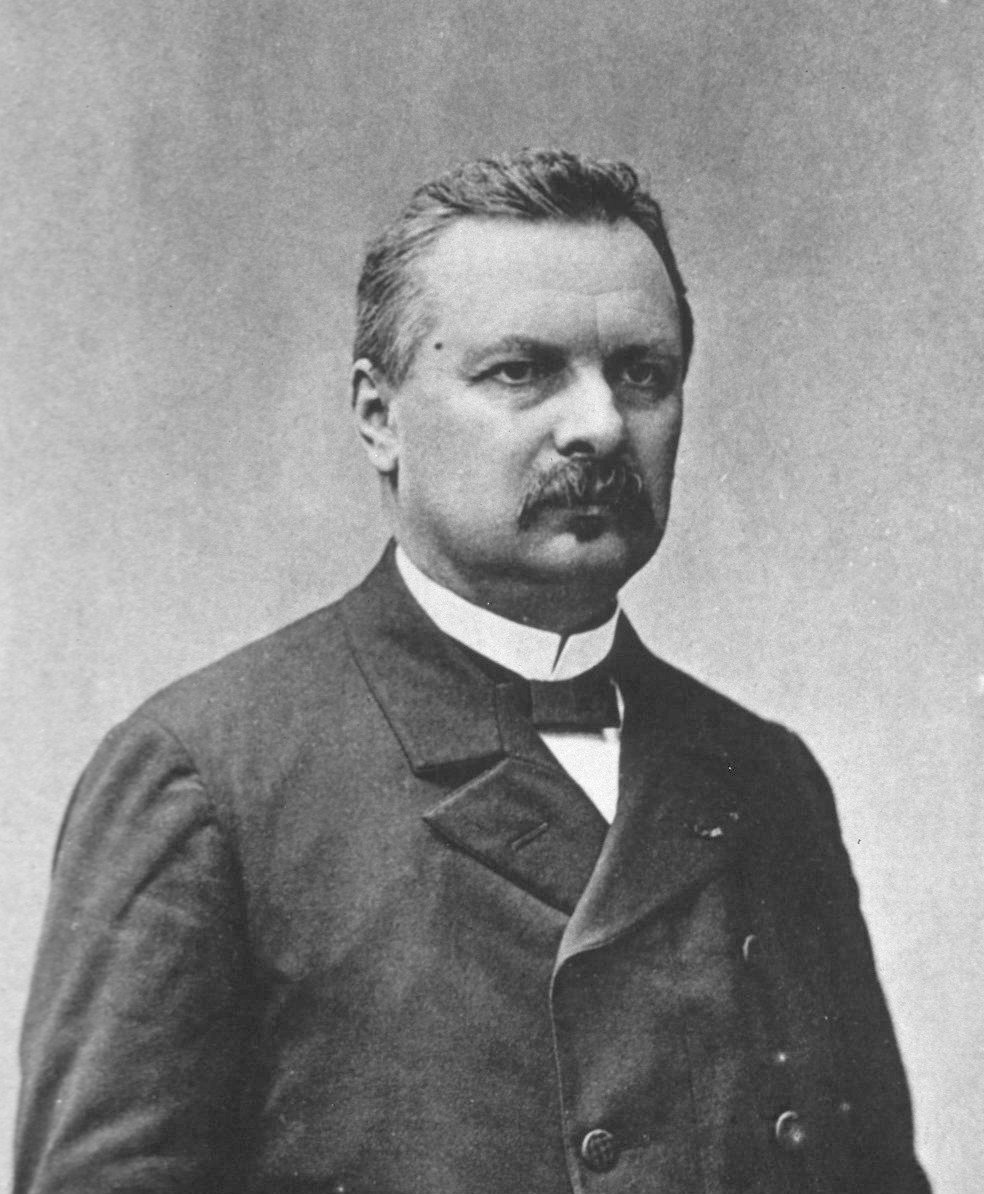
Victor Hutinel.

Victor Henri Hutinel, född den 15 april 1849, död den 21 mars 1933, var en fransk läkare. 
Hutinel studerade i Nancy och Paris. År 1879 blev han médecin des hôpitaux och 1897 professor i invärtespatologi. Åtta år senare (1907) utsågs han till professor i pediatrik. Som en av de mest utmärkande representanterna för klinisk medicin i Frankrike valdes han 1899 in i Académie de médecine. Hutinel gav ut arbetet Les maladies des enfants i 5 band 1909 och han har givit namn åt Hutinels cirros, Hutinels sjukdom, Hutinel-Mussio Fourniers syndrom (tillsammans med Juan César Mussio Fournier) och Hutinel-Picks syndrom (tillsammans med Friedel J. Pick)